# Henning Schneider
Henning Schneider (* 3. Januar 1939 in Wittenberge) ist ein deutscher Gynäkologe und Hochschullehrer.

## Leben
Schneider besuchte das Ernestinum Celle. Nach dem Abitur immatrikulierte er sich zum Wintersemester 1959/60 an der Eberhard Karls Universität Tübingen für Medizin. Mit Reza Parwaresch wurde er im Corps Rhenania Tübingen aktiv. Am 31. Mai 1960 recipiert, blieb er bis zum Physikum in Tübingen. Danach wechselte er an die Ludwig-Maximilians-Universität München und die Christian-Albrechts-Universität zu Kiel. In Kiel bestand er 1964 das medizinische Staatsexamen und wurde er 1966 zum Dr. med. promoviert. Die gynäkologische Ausbildung durchlief er an den Städtischen Krankenanstalten Dortmund und der Städtischen Klinik Darmstadt. 1968/69 diente er als Restant und Stabsarzt bei der Bundeswehr. Die Deutsche Forschungsgemeinschaft gewährte ihm ein Stipendium für einen Forschungsaufenthalt in Paris. Von 1969 bis 1976 war er am Medical Center der State University of New York in Brooklyn. Dort widmete er sich der Physiologie der Plazenta. 1977 erhielt er die US-amerikanische Facharztanerkennung als Gynäkologe und Geburtshelfer. 1978 an der Philipps-Universität Marburg habilitiert, ging er als Privatdozent an die Frauenklinik der Universität Zürich. Die Universität Bern berief ihn 1987 auf ihren Lehrstuhl für Gynäkologie und Geburtshilfe. Damit war er auch Direktor der Frauenklinik vom Inselspital.

## Publikationen
- mit Peter Husslein und Karl-Theo M. Schneider: Die Geburtshilfe, 5. Auflage. Springer 2016, ISBN 978-3-662-45063-5.